# 강혜인
강혜인(1992년 7월 4일 ~ )은 대한민국의 뮤지컬 배우이다.

## 학력
- 예일여자고등학교
- 명지대학교 뮤지컬과 학사

## 출연 작품
- 2017년 《오! 당신이 잠든 사이》 - 최민희 역
- 2018년 《문스토리》 - 오수연 역
- 2018년 《어쩌면 해피엔딩》 - 클레어 역
- 2019년 《더 캐슬》 - 캐리 캐닝 역
- 2019년 《너를 위한 글자》 - 캐롤리나 역
- 2020년 《웃는 남자》 - 데아 역
- 2020년 《어쩌면 해피엔딩》 - 클레어 역
- 2020년 《블랙메리포핀스》 - 안나 역
- 2021년 《무용》 (서울예술단 창작가무극 공모 선정작 낭독 공연)
- 2021년 《문스토리》 - 오수연 역
- 2021년 《태양의 노래》 - 서해나 역
- 2021년 《이토록 보통의》 - 제이 역
- 2021년 《팬레터》 - 히카루 역
- 2022년 《웨스턴 스토리》 - 제인 존슨 역